# Енергія графу
Енергія графу — це сума абсолютних значень власних чисел матриці суміжності графу.
Математично енергія графу описується наступним чином. Розглянемо простий граф G (тобто граф, що не містить петель, або паралельних ребер), який має n вершин та m ребер. Нехай А — це матриця суміжності даного графу. Тоді енергія графу визначається як:
{\displaystyle E(G)=\sum _{i=1}^{n}|\lambda _{i}|}
де {\displaystyle \lambda _{i}}, {\displaystyle i=1,\ldots ,n} це власні числа матриці суміжності G.